# AK-104
El AK-104 es una versión carabina del fusil AK-103, de la familia familia AK-100, diseñado para disparar el cartucho 7,62 x 39.

## Diseño

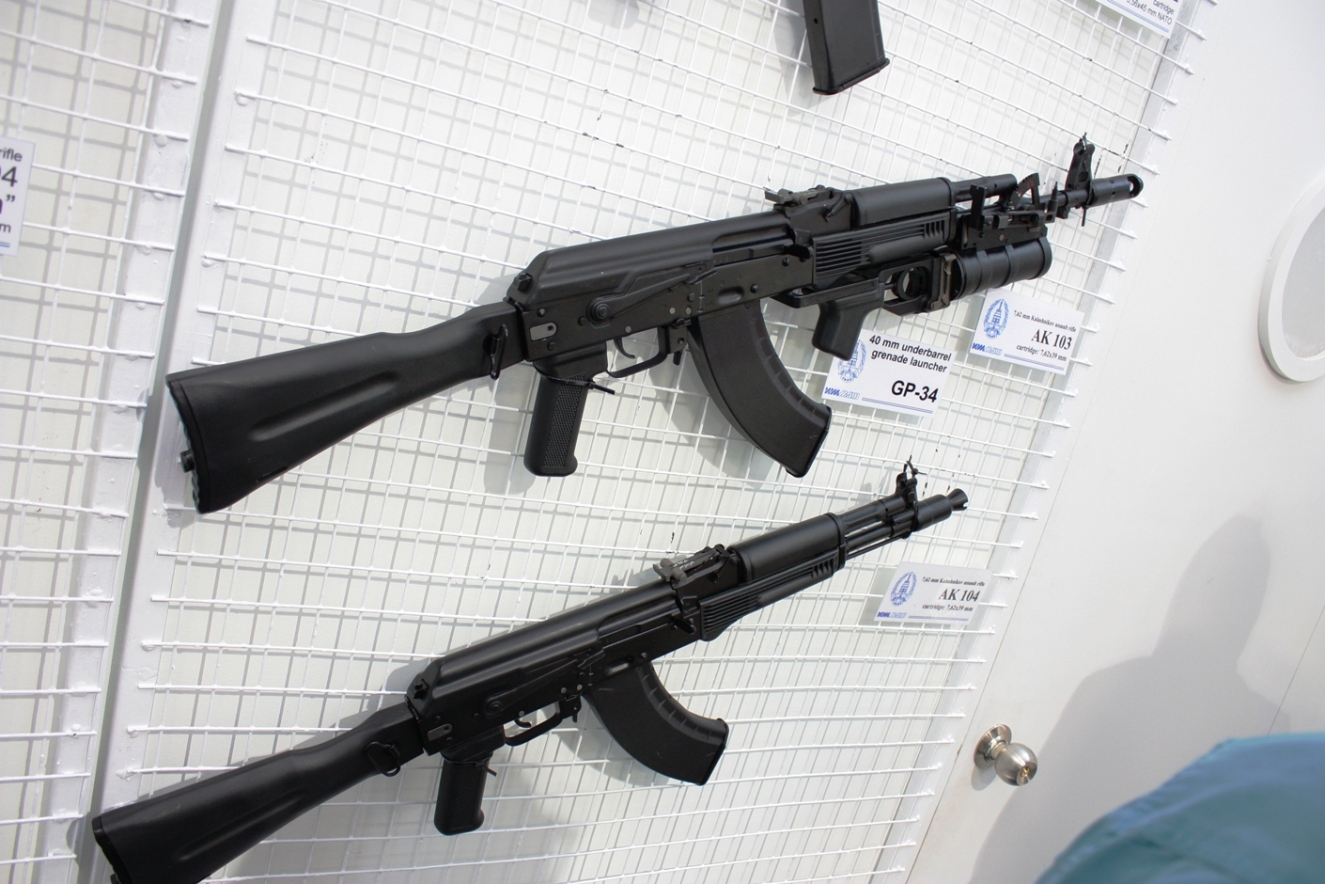
AK-103 con lanzagranadas (arriba) y AK-104 (abajo)

En comparación con los AK-74M, AK-101 y AK-103, que son fusiles de tamaño completo y diseño similar, los AK-102, 104 y 105 son más cortos y tienen cañones acortados, que los hacen un término medio entre un fusil completo y el más compacto AKS-74U. Sin embargo, el AK-104 también tiene una culata plegable de polímero macizo que se pliega lateralmente, al contrario de la culata más corta de tubos de acero del AKS-74U. El AK-104 tiene un alza tangencial con incrementos de 100 m. Se le puede ajustar la elevación al punto de mira en campaña. Su ajuste acimutal es efectuado en la fábrica antes de su suministro. El AK-104 tiene un incrementador de cadencia derivado del empleado en el AKS-74U.
Las piezas metálicas tienen acabados protectores que evitan su corrosión. El guardamanos, el cargador, la culata y el pistolete están hechos con plástico de alta resistencia.
Los fusiles AK de la serie 100 son producidos por la fábrica Izhmash en Izhevsk, Rusia.

## Usuarios
- Rusia[4]
- Siria: Un lote de fusiles AK-104 fue suministrado a la Unidad Antiterrorista del Ministerio del Interior de Siria, destacada en Rif Dimashq, en el Frente de Guta Oriental.[5]
- Venezuela: Producido bajo licencia por CAVIM, junto al AK-103.[6]